# أندي هايوارد
أندي هايوارد (بالإنجليزية: Andy Heyward)‏ هو كاتب سيناريو أمريكي، ولد في 19 فبراير 1949 في نيويورك في الولايات المتحدة.

## وصلات خارجية
- أندي هايوارد على موقع IMDb (الإنجليزية)
- أندي هايوارد على موقع ألو سيني (الفرنسية)
- أندي هايوارد على موقع قاعدة بيانات الأفلام السويدية (السويدية)
- أندي هايوارد على موقع قاعدة بيانات الفيلم (الإنجليزية)
- أندي هايوارد على موقع كينوبويسك (الروسية)